# ティム・ハーダウェイ
ティモシー・デュアン・ハーダウェイ・シニア（Timothy Duane Hardaway Sr., 1966年9月1日 - ）は、アメリカ合衆国イリノイ州シカゴ出身の元プロバスケットボール選手、指導者。1990年代のNBAを代表する選手の一人で、妙技「キラークロスオーバー」を武器に、超攻撃型ポイントガードとして活躍した。息子のティム・ハーダウェイ・ジュニアもNBA選手で、現在はダラス・マーベリックスに所属している。

## 経歴

### 大学時代
テキサス州大エルパソ校でプレー。4年生の時には平均22得点4リバウンド5.4アシストの記録を残し、身長6フィート（183センチ）以下の優秀な選手に贈られるフランシス・ポメロイ・ネイスミス賞を受賞した。

### ゴールデンステイト・ウォリアーズ時代
1989年ドラフト1巡目14位でゴールデンステート・ウォリアーズに指名された。
1年目　23歳　89-90シーズン
背番号は5。ハーダウェイと言えば10だが、当時は既にマヌート・ボルが10を使用していた。
平均得点14.7、アシスト8.7と新人としては優秀な成績を収め、オールルーキーファーストチームに選出された。新人王候補だったが、惜しくも逃す(新人王は、サンアントニオ・スパーズのデビッド・ロビンソン)。
2年目　24歳　90-91シーズン
平均得点22.9 アシスト9.7
マヌート・ボルがフィラデルフィア・セブンティシクサーズに移籍した事により、背番号を10に変更。2年目以降、ハーダウェイの平均得点は20を越え、オールスターにも選出。当時のウォリアーズは、クリス・マリンやミッチ・リッチモンドを擁したリーグ屈指の得点力を持つチームだった。ハーダウェイとマリン、リッチモンドはチームの稼ぎ頭で、3人はそれぞれの頭文字から当時人気のあったミュージシャン「ラン・DMC」をもじって「ラン・TMC」の異名で呼ばれた。
3年目　25歳　91-92シーズン
平均得点23.4 アシスト10.0
2年連続でオールスターに選出。
オールスターにはファン投票でスターター出場が確定していたが、自分は今後もチャンスが有るとし、引退を表明していたマジック・ジョンソンに、敬意を表しスターターを譲った。
4年目　26歳　92-93シーズン
平均得点21.5 アシスト10.6
2年連続で平均得点20、アシスト10を越えたのはリーグ史上ハーダウェイで5人目だった。シーズン中には、オスカー・ロバートソンに次ぐNBA史上2番目の早さで通算得点5,000、通算アシスト2,500に達した。このシーズンは膝の怪我で16試合を欠場し、のちにハーダウェイを悩ます膝の故障に見舞われた最初のシーズンとなった。
このシーズンまで3年連続でオールスターに出場し、94年に開催の世界選手権のアメリカ代表メンバー、"ドリームチームⅡ"にも選出。ところがメンバー発表から2週間後、練習中に左ヒザの前十字靭帯を断裂の大怪我を負い辞退（フェニックス・サンズのケビン・ジョンソンが代役選出）。さらに、5年目の93-94シーズンは、全試合欠場するほどの重傷だった。
5年目　27歳　93-94シーズン
左膝の前十字靭帯断裂により、試合出場無し。
6年目　28歳　94-95シーズン
平均得点20.1 アシスト9.3
怪我から復帰も、以前のスピードが失われ、ドライブよりもアウトサイドシュート中心の攻撃スタイルにシフトせざるを得なくなったが、失ったスピードを技と経験でカバーする様になった。
彼の欠場中、ウォリアーズではラトレル・スプリーウェルが新たにスターとなっていた。スプリーウェルもハーダウェイと同じ攻撃型タイプで、積極的にシュートを打つ選手の為、彼ら2人がボールを取り合うようになって混乱が生じた。しかもスプリーウェルはドン・ネルソン監督と犬猿の仲で、やがてスプリーウェルは、ネルソン監督のお気に入りであるハーダウェイとも反目し合うようになった。そして、シーズン途中にネルソン監督が解任されると、いよいよハーダウェイはチーム内で孤立していった。
7年目　29歳　95-96シーズン
平均得点15.2 アシスト8.0
リック・アデルマンが監督となり、彼の采配により、シカゴ・ブルズから移籍してきたB.J.アームストロングがスタメンとなった。格下とも言えるB.J.の控えに降格させられ、アデルマン監督に公然と反抗し、遂にはシーズン途中の1996年2月22日、クリス・ギャトリングと共に、ケビン・ウィリス、ビンボ・コールズとのトレードでマイアミ・ヒートへ放出される事となった。

### マイアミ・ヒート時代
シーズン途中であったが、パット・ライリー監督の元、心機一転。背番号は10(引退後、永久欠番となる)。アロンゾ・モーニングとのコンビも機能し、マイアミ・ヒートは42勝40敗でプレーオフに滑り込む。1回戦で、マイケル・ジョーダン復帰で波に乗る、ブルズにスウィープされ敗退するが、ヒートの第1期黄金時代の幕開けを予感させるシーズンとなった。
8年目　30歳　96-97シーズン
平均得点20.3 アシスト8.6
ヒートはオフの間に、ダン・マーリー、P・J・ブラウンをFAで獲得。シーズン中には、プレドラグ・ダニロビッチ、カート・トーマス、マーティン・ムレセップとのトレードで、ダラス・マーベリックスからジャマール・マッシュバーンを獲得。黄金期のスターターが揃う。また、ボション・レナード、アイザック・オースティンらの台頭もあり、チームは躍進を遂げる。ハーダウェイ本人も、ケガの後遺症もほぼ消え去った頃で、シーズンは平均20.3点、8.6アシストと、リーグ屈指のポイントガードだった嘗てのプレーレベルを取り戻す。4年振りにオールスターにも出場。他チームからの寄せ集め集団だったヒートを、チームリーダーとしてまとめ上げたことを評価され、初めてオールNBA1stチームにも選出された。「彼のおかげで俺のプレーは向上した（モーニング）、「俺たちのゴー・トゥ・ガイ、我がチームのMVPさ」（P・J・ブラウン）とチームメイトたちは口々にハーダウェイを讃えた。ライリー監督も「彼の気性、統率力、技術はマジック（ジョンソン）と同等だ。違うのはサイズだけだよ」と激賞した。ロサンゼルス・レイカーズ時代にマジックのコーチだった人物の、最大級の誉め言葉だった。
ハーダウェイやモーニングの活躍で、チームはシーズン61勝21敗と球団史上最高成績で、プレーオフに進出。1回戦では、ペニー・ハーダウェイ率いるオーランド・マジックと対戦。ハーダウェイ対決と注目を集める中、ペニー・ハーダウェイの脅威的な活躍で大手をかけられるものの、元祖ハーダウェイは自分だと言わんばかりの意地を見せるティムの爆発で辛くも突破。チーム初のカンファレンスセミファイナルに進出し、ライリー監督の古巣、ニューヨーク・ニックスと対戦。P.J.ブラウンと、チャーリー・ウォードの大乱闘がありながらも、何とか勝ち進み、チーム初のカンファレンスファイナルまで勝ち進むも、シーズン72勝10敗と、NBA史上最高勝率を挙げたジョーダン率いるブルズに呆気なく敗れる。しかしヒートはイースタンカンファレンスを代表する強豪となった。
9年目　31歳　97-98シーズン
平均得点18.9 アシスト8.3
2年連続、5度目のオールスターに選出(オールスター選出は事実上これが最後)。ヒートは55勝27敗で順調にプレーオフに進出。しかし、カンファレンスセミファイナル、因縁のニックス戦では、シャーロット・ホーネッツで元チームメイト同士だったモーニングとラリー・ジョンソンの乱闘劇により、次の最終戦の第7戦、大黒柱のモーニングを出場停止処分で欠くヒートは、終始大量リードされる展開だった。マークが集中しながらも奮闘するハーダウェイとブラウンの活躍で、一時は1点差まで詰め寄る。しかし、期待されたマッシュバーンが精彩を欠き、敢えなく敗退。ニックスは、ジョンソン不在でも戦力ダウンを感じさせない選手層があった一方で、ヒートは控えセンターの、アイザック・オースティンがオフにFA移籍濃厚だった為、無償で失うよりはと、シーズン途中にブレント・バリーとトレードしてしまっており、モーニングの代わりが務まるレベルのセンターが居なかった。2年連続の乱闘劇であり、ニックスとの因縁はさらに深まっていく。この反省から、以降モーニングは頭を丸めている。
10年目　32歳　98-99シーズン
平均得点17.4 アシスト7.3
NBAはロックダウンの影響で、50試合の短縮シーズンとなったが、ヒートはイースタン最高勝率で第1シードを獲得。ブルズが、ジョーダン引退で衰退化し不在のプレーオフ、優勝の絶好のチャンス到来であり、下馬評はヒート優勝が圧倒的であった。1回戦は、シーズン不調で第8シードでギリギリプレーオフに滑り込んだニックスと、3年連続の因縁の対決。最終の第5戦までもつれるものの、残り4.2秒でアラン・ヒューストンに逆転を許してしまい敗退。第1シードが第8シードに敗れるのは、史上2度目の大番狂わせであった。
なお、その年、ニックスとの因縁が一つ増えている。ニックスは衰えが目立つパトリック・ユーイングに代わり、ウォリアーズでハーダウェイと犬猿の仲だったスプリーウェルと、97年、マッシュバーン獲得の際に、トレードで放出されたカート・トーマスが主力となり、優勝候補だったヒートと、インディアナ・ペイサーズを破竹の勢いで破り、NBAファイナルまで進出。ミラクル・ニックスと呼ばれた。
11年目　33歳　99-00シーズン
平均得点13.4 アシスト7.4
プレーオフ、カンファレンスセミファイナルにて、ニックスと4度目の激突。最終の第7戦の残り4.5秒でまたもや逆転され、3シーズン連続、最終戦でニックスの前に力尽きる。このシーズンを最後に、ニックスとの因縁対決は、ニックスの弱体化により幕を閉じる。毎年、レギュラーシーズンはヒートの方が上位だが、短期決戦のプレーオフでは、ニックスに軍配があがる対決であった。なお、ハーダウェイは優勝に手が届かぬまま、既に30代中盤に差し掛かっており、この頃から衰えが見え始める。
敗退後のライリー監督の会見は、悲壮感に満ちており、ファンにとっても衝撃的であった。
オフシーズン中の、2000年のシドニー五輪には、モーニングと共にアメリカ代表として出場し、金メダルを獲得。ハーダウェイはチーム最年長として、リーダーシップを発揮した。世界選手権を怪我で辞退せざるを得なかったハーダウェイにとって、モーニングと共に獲得した金メダルは格別の物であった。
また、このオフ、ライリー監督は4年間固定してきた主力メンバーの構成に見切りをつけ、積極的にトレードを敢行。マッシュバーン、P・J・ブラウン、ボション・レナードら主力を放出し、エディ・ジョーンズ、ブライアン・グラント、アンソニー・メイソンを獲得。ハーダウェイ、ジョーンズ、メイソン、グラント、モーニングと言う、全員オールスタークラスの最強チームが完成。しかし、多くの解説者がヒートを優勝候補と予想する中、シーズン開始直前にモーニングの腎臓疾患が発覚し、暗雲が立ち込める。
12年目　34歳　00-01シーズン
平均得点14.9 アシスト6.3
開幕からモーニングを欠きながらも、ハーダウェイのリーダーシップと新加入メンバーの奮起で、何とかプレーオフに進出。モーニングも手術、リハビリを経て、シーズン最終盤に復帰を果たしたものの、とても本調子には程遠い状態であり、また、新チームに馴染む前にプレーオフを迎えることになった。1回戦は、元チームメイトのマッシュバーン、P・J・ブラウン率いるホーネッツと対戦。マッシュバーンはこの年、ヒート時代と変わり、チームのエースとして、心身共に全盛期を迎えており、本調子では無いヒートを圧倒。何とこのシリーズ、ヒートをスウィープで撃破。モーニングの不調とハーダウェイの衰えが顕著であり、特にハーダウェイは足首の怪我を押して出場した事もあるが、新進気鋭のホーネッツの若手ポイントガード、バロン・デイビスのスピードに付いていけず、また、抑え込まれ、世代交代、選手生命が終わりに近づいている事を、実感せざるを得ないシリーズとなった。このシーズン限りでハーダウェイは、高齢を理由にヒートから放出され、嘗ての恩師、ドン・ネルソン監督率いるダラス・マーベリックスへ移籍する。

### ダラス・マーベリックス、デンバー・ナゲッツ時代
13年目　35歳　01-02シーズン
平均得点9.6 アシスト4.1
ダラス、デンバー共に背番号10
かつての恩師のドン・ネルソン監督の元、ダラス・マーベリックスで開幕。スティーブ・ナッシュの控えとなる。年齢と共に怪我も多くなり、成績は低下。
また、シーズン途中の2002年2月21日、ジュワン・ハワード、ドネル・ハーヴェイ、2002年の1巡目指名権と共に、ニック・ヴァン・エクセル、レイフ・ラフレンツ、エイブリー・ジョンソン、タリク・アブドゥル＝ワヒドとトレードされ、デンバー・ナゲッツへ移籍した。その直後、足を骨折し、残りシーズンをアウト。このシーズンは主に控えとは言え、平均得点は10を下回り、平均アシストは5以下と、本格的に衰えが顕著となった。

### インディアナ・ペイサーズ時代
14年目　36歳　02-03シーズン
平均得点4.9 アシスト2.4
背番号14(当時10は、ジェフ・フォスター、11はジャマール・ティンズリーが使用)。
このシーズン、ハーダウェイはどこのチームとも契約せず、ESPN局で放送されたNBAの試合で解説を務めていた。シーズン終盤、優勝を狙う、アイザイア・トーマス監督率いるインディアナ・ペイサーズが経験豊富なポイントガードのバックアップを探しており、急遽フリーエージェントとして契約。シーズン10試合に出場。プレーオフにも進出して、要所で彼らしい勝負強さも見せていたものの敗退。オフに引退を表明。

### 引退後
2005年、ABAのフロリダ・ピットブルズ（現在のマイアミ・マジェスティ）のヘッドコーチと副オーナーに就任した。チームは2007年よりCBAへ参入する。
2009年9月17日に、彼の現役時代の背番号10がマイアミ・ヒートの永久欠番になった。ヒートの選手ではモーニングの33番に次ぐ2人目の永久欠番。
ヒートでのスカウトを経て、2014年から2018年迄、スタン・ヴァン・ガンディのもとデトロイト・ピストンズのアシスタントコーチを務めた。
2021年からは、ニックスでスカウトを務めている。
2022年4月4日、バスケットボール殿堂入りを果たした。2013年から毎年、殿堂入りの最終候補に残りながら、毎年の様に落選し続け、正に10年目の悲願であった。そのため、本人が、殿堂から4月4日の月曜日に電話を受けたことについて「正直言うと、電話に出るのが怖かった。私は震えていた。殿堂入りと聞いた時は泣いた。」と語った。ウォリアーズ絡みでは、スティーブ・カー監督、ドレイモンド・グリーン、そして、ラン・TMCのリッチモンド、マリンが祝福のコメントを出した。
同年9月10日、マサチューセッツ州スプリングフィールドにあるシンフォニー・ホールで、バスケットボール殿堂入り式典が開催された。プレゼンターは、同郷のアイザイア・トーマス、ヨランダ・グリフィス、ラン・TMCのリッチモンド、マリン、そしてネイト・アーチボルド務めた。ビデオメッセージには、リッチモンド、マリンの他、ドン・ネルソン、パット・ライリー、アロンゾ・モーニング、ゲイリー・ペイトンが登場した。会場には、マイアミ・ヒート時代の同僚の、アロンゾ・モーニング、キース・アスキンスの姿もあった。
2022年のジャパンゲームス(ゴールデンステイト・ウォリアーズ　×  ワシントン・ウィザーズ)には、ディケンベ・ムトンボ、リチャード・ハミルトンと共にNBAレジェンドとして来日した。

## 備考
- 妻との間に2人の子供（ティム・ジュニアとニア）がいる。現在ティム・ジュニアは、ダラス・マーベリックスに所属。
- 父親のドナルド・ハーダウェイはシカゴでは有名なストリートのバスケットボール選手だった。現役時代は1アシストするごとにアメリカ癌協会と癌治療センターに20ドルを寄付していた。
- ヒザの怪我をする前は主に速攻の際に、ごくごく稀にダンクを披露していたが、怪我の後は一切ダンクをしなくなった。
- 「キラークロスオーバー」のイメージが先行しているが、実はアシストやシュート力も非凡。名3Pシューターであり、クラッチシューターでもある。パワーもある為、身長の割にポストプレーもオフェンスのレパートリーの一つであった。
- ハーダウェイのシュートは回転しない事で有名。生まれ育ったシカゴは「ウインディーシティ」と呼ばれるほど常に風が強く、ストリートでその風にシュートの軌道を変えられぬよう、回転のかからないシュートが身についたと言われている。